# 子午工程
东半球空间环境地基综合监测子午链（简称为子午工程）是中国空间科学领域的首个国家重大科技基础设施项目。该项目于2008年开始分两期施工，2025年完工通过验收。

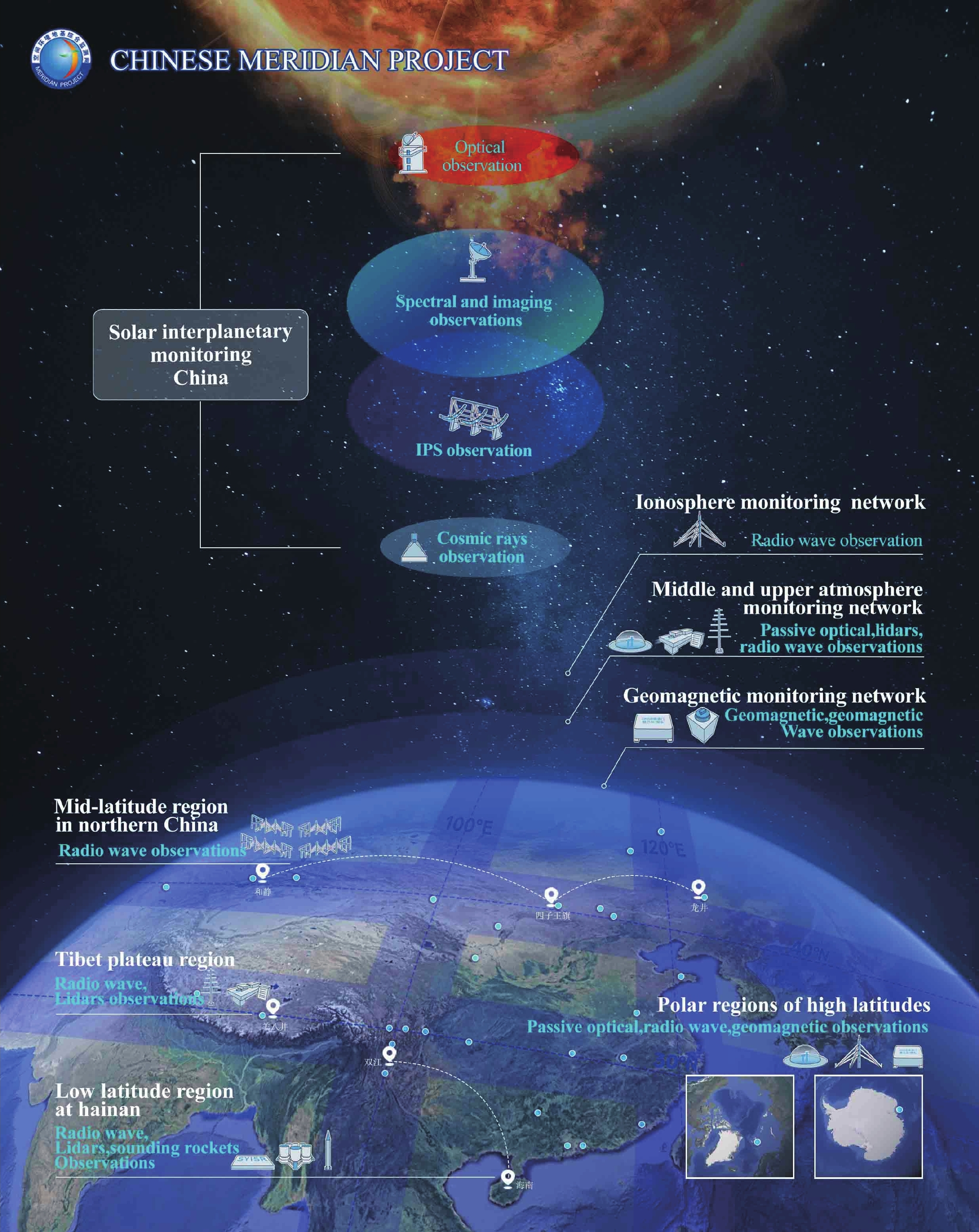
子午工程介绍图

该项目旨在建立一个综合的地基空间环境监测系统，用于研究太阳活动引起的空间天气扰动传播和演化过程、不同圈层间的耦合机制，以及中国空间环境的特征和与全球空间环境的关系。
子午工程由中国科学院国家空间科学中心作为牵头单位，参与建设的还包括教育部、信息产业部、中国地震局、国家海洋局、中国气象局等单位。
子午工程还将与天基卫星开展联合观测，并参与国际合作项目。其中，国际子午圈计划将与多个国家进行合作，形成全球分布式地面探测网络，对地球空间环境进行全球范围的监测。

## 科学目标
- 通过从太阳大气到近地空间全链条、全国覆盖、高时空分辨的监测，探索空间天气事件的传播、演化和影响中国空间环境的路径和规律；
- 揭示中国不同区域上空的空间环境的变化特征和差异，以及青藏高原和南海等特殊区域空间环境变化的精细过程；
- 研究中国特殊地质和地理条件下，固体地球、低层大气和近地空间环境的耦合过程。

## 应用目标
- 提供中国地区全域覆盖的、高时空分辨的、实时的空间环境地基监测数据，为中国航天器发射和在轨运行以及南海等区域的通信导航保障服务提供科学支撑；
- 构建自主的空间天气预报模式，实现我国空间天气建模与预报能力的跨跃发展；
- 拓展空间环境地基监测数据的应用范围，促进相关交叉学科的发展。

## 发展历程
该工程分两个阶段建设，即子午工程一期和子午工程二期。

### 子午工程一期
子午工程2007年8月由国家发改委批复，2008年1月5日正式启动。2010年6月3日工程的首枚气象火箭在海南探空火箭发射场发射成功，其中运载部分为天鹰4号A型火箭，携带有海燕A型气象探空仪，轨道顶点为70公里。2011年5月7日首枚探空火箭发射成功，由天鹰3号C型火箭携带鲲鹏一号探空仪，轨道顶点为196公里。
一期工程在中国境内的东经120°和北纬30°两条链上布置了15个地面监测台站，使用地磁、无线电和光学设备进行空间环境监测。子午工程一期于2012年正式运行，运行期间取得了许多重要的科学成果，包括中高层大气波动、电离层扰动和不规则体研究、地磁扰动和太阳活动对地球空间的影响等方面的进展。

### 子午工程二期
子午工程二期自2019年开始建设，计划建立31个监测台站，覆盖中国领土和两极地区。除了常规监测设备外，二期工程还计划建设一批大型和技术先进的设备，如圆环阵太阳射电望远镜、射电日像仪、行星际闪烁望远镜、MST雷达等。
2022年11月13日上午10时许，位於四川甘孜州稻城县的子午工程二期圆环阵太阳射电成像望远镜设备完成系统集成正式进入联调联试阶段。
2025年3月21日，子午工程二期通过验收。